# Willis Bouchey
Willis Bouchey est un acteur américain, de son nom complet Willis Ben Bouchey, né à Vernon (Michigan) (Michigan, États-Unis) le 24 mai 1907, mort à Burbank (Californie, États-Unis) le 26 août 1977.

## Biographie
Au cinéma, Willis Bouchey apparaît de 1951 à 1971, dans soixante-seize films américains, dont de nombreux westerns (ainsi, ses quatre derniers films). En particulier, il est connu pour sa participation à neuf films de John Ford (voir filmographie sélective ci-dessous).
En outre, il est très actif à la télévision, où il contribue à cent treize séries (entre autres, plusieurs séries-westerns), de 1952 à 1972, ainsi qu'à un téléfilm en 1956.

## Filmographie partielle

### Au cinéma
- 1951 : Enlevez-moi, Monsieur ! (Elopement) d'Henry Koster
- 1952 : La Première Sirène (Million Dollar Mermaid) de Mervyn LeRoy
- 1952 : Troublez-moi ce soir (Don't bother to knock) de Roy Ward Baker
- 1952 : Pour vous, mon amour (Just for you) d'Elliott Nugent
- 1952 : Return of the Texan de Delmer Daves
- 1952 : Bas les masques (Deadline, U.S.A.) de Richard Brooks
- 1952 : L'Homme à la carabine (Carbine Williams) de Richard Thorpe
- 1952 : Tout peut arriver (Anything can happen) de George Seaton
- 1952 : Aveux spontanés (Assignment - Paris!) de Robert Parrish
- 1952 : Six filles cherchent un mari (Belles on their Toes) d'Henry Levin
- 1953 : Le Port de la drogue (Pickup on South Street) de Samuel Fuller
- 1953 : Meurtre à bord (Dangerous Crossing) de Joseph M. Newman
- 1953 : Tant qu'il y aura des hommes (From Here to Eternity) de Fred Zinnemann
- 1953 : Casanova Junior (The Affairs of Dobie Gillis) de Don Weis
- 1953 : Le Général invincible (The President's Lady) d'Henry Levin
- 1953 : Tempête sur le Texas (en) (Gun Belt) de Ray Nazarro
- 1953 : Règlement de comptes (The Big Heat) de Fritz Lang
- 1953 : Destination Gobi de Robert Wise
- 1953 : La Folle Aventure (The I Don't Care Girl) de Lloyd Bacon
- 1954 : L'Aigle solitaire (Drum Beat) de Delmer Daves
- 1954 : Des monstres attaquent la ville (Them !) de Gordon Douglas
- 1954 : Je dois tuer (Suddenly) de Lewis Allen
- 1954 : Les Ponts de Toko-Ri (The Bridges at Toko-Ri) de Mark Robson
- 1954 : La Bataille de Rogue River (Battle at Rogue River) de William Castle
- 1954 : La Tour des ambitieux (Executive Suite) de Robert Wise
- 1954 : Tout fou, tout flamme (en) (Fireman save my Children) de Leslie Goodwins
- 1954 : Une étoile est née (A Star is born) de George Cukor
- 1955 : Ce n'est qu'un au revoir (The Long Gray Line) de John Ford
- 1955 : Le Souffle de la violence (The Violent Man) de Rudolph Maté
- 1955 : Colère noire (Hell on Frisco Bay) de Frank Tuttle
- 1955 : Le Cri de la victoire (Battle Cry) de Raoul Walsh
- 1955 : Le Pacte des tueurs (Big House, U.S.A.) d'Howard W. Koch
- 1955 : Pavillon de combat (The Eternal Sea) de John H. Auer
- 1955 : Les Forbans (The Spoilers) de Jesse Hibbs
- 1955 : Le Tigre du ciel (The McConnell Story) de Gordon Douglas
- 1956 : Les Piliers du ciel (Pillars of the Sky) de George Marshall
- 1956 : Son ange gardien (Forever, Darling) d'Alexander Hall
- 1956 : Johnny Concho de Don McGuire
- 1957 : L'Extravagant Monsieur Cory (Mister Cory) de Blake Edwards
- 1957 : L'aigle vole au soleil (The Wings of Eagles) de John Ford
- 1957 : Racket dans la couture (The Garment Jungle) de Vincent Sherman et Robert Aldrich
- 1957 : L'Ingrate Cité (en) (Beau James) de Melville Shavelson
- 1957 : The Night Runner d'Abner Biberman
- 1958 : Les commandos passent à l'attaque (Darby's Rangers) de William A. Wellman
- 1958 : La Dernière Fanfare (The Last Hurrah) de John Ford
- 1958 : La Vallée de la poudre (The Sheepman) de George Marshall
- 1959 : Les Cavaliers (The Horse Soldiers) de John Ford

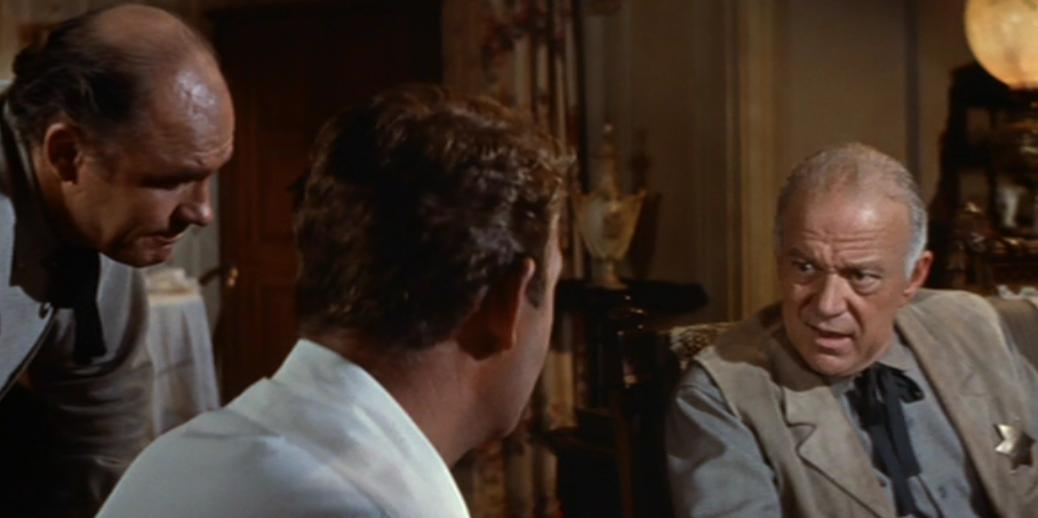
De gauche à droite : R. G. Armstrong, Charles Drake (de dos) et Willis Bouchey, dans Une balle signée X (1959)

- 1959 : Une balle signée X (No Name on the Bullet) de Jack Arnold
- 1960 : Le Sergent noir (Sergeant Rutledge) de John Ford
- 1961 : Milliardaire pour un jour (Pocketful at Miracles) de Frank Capra
- 1961 : Les Deux Cavaliers (Two Rode Together) de John Ford
- 1962 : Panique année zéro (Panic in Year Zero !) de Ray Milland
- 1962 : La Conquête de l'Ouest (How the West was won) d'Henry Hathaway, John Ford et George Marshall
- 1962 : L'Homme qui tua Liberty Valance (The Man who shot Liberty Valance) de John Ford
- 1964 : Rivalités (Where Love has gone) d'Edward Dmytryk
- 1964 : Les Cheyennes (Cheyenne Autumn) de John Ford
- 1967 : Le Justicier de l'Arizona (Return of the Gunfighter) de James Neilson
- 1969 : Ne tirez pas sur le shérif (Support your Local Sheriff !) de Burt Kennedy
- 1969 : La Vengeance du shérif (Young Bill Young) de Burt Kennedy
- 1970 : Un beau salaud (Dirty Dingus Magee) de Burt Kennedy
- 1971 : Tueur malgré lui (Support your Local Gunfighter) de Burt Kennedy
- 1971 : Quand siffle la dernière balle (Shoot Out) d'Henry Hathaway

### À la télévision (séries)
- 1952-1955 : Première série Badge 714 ou Coup de filet (Dragnet)
  - Saison 2, épisode 4 The Big Seventeen (1952) de Jack Webb et épisode 17 The Big Building (1953)
  - Saison 3, épisode 22 The Big Ham (1954)
  - Saison 4, épisode 12 The Big New Year (1954) et épisode 22 The Big Screen (1955)
- 1955 : Le Choix de... (Screen Directors Playhouse)
  - Saison unique, épisode 10 La Révélation de l'année (Rookie of the Year) de John Ford et épisode 11 Le Petit Chien de Lincoln (Lincoln's Doctor's Dog) d'Henry C. Potter
- 1957 : La Flèche brisée (Broken Arrow)
  - Saison 1, épisode 26 Fathers and Sons de Frank McDonald
- 1958-1960 : Au nom de la loi (Wanted : Dead or Alive)
  - Saison 1, épisode 17 Le Courrier (Drop to drink, 1958) de Don McDougall et épisode 36 Une vieille querelle (Amos Carter, 1959)
  - Saison 2, épisode 28 Vengeance (Vendetta, 1960) de George Blair
- 1959-1961 : Dobie Gillis (The Many Loves of Dobie Gillis)
  - Saison 1, épisode 5 Maynard's Farewell to the Troops (1959) de Rodney Amateau
  - Saison 2, épisode 27 Spaceville (1961) de Rodney Amateau
- 1959-1962 : Laramie
  - Saison 1, épisode 4 Fugitive Road (1959) et épisode 17 Trail Drive (1960)
  - Saison 3, épisode 22 The Dynamiters (1962) de Lesley Selander
  - Saison 4, épisode 3 The Fortune Hunter (1962) de Joseph Kane
- 1959-1963 : Bonanza
  - Saison 1, épisode 1 A Rose for Lotta (1959) d'Edward Ludwig
  - Saison 4, épisode 19 The Last Haircut (1963) de William F. Claxton
- 1960 : La Grande Caravane (Wagon Train)
  - Saison 4, épisode 9 The Colter Craven Story de John Ford
- 1960 : Première série Les Incorruptibles (The Untouchables)
  - Saison 2, épisode 10 L'Histoire d'Otto Frick (The Otto Frick Story)
- 1960-1966 : Première série Perry Mason
  - Saisons 3 à 9, vingt-trois épisodes (rôle du juge)
- 1961 : Les Hommes volants (Ripcord)
  - Saison 1, épisode 1 Air Carnival
- 1961 : Denis la petite peste (Dennis the Menace)
  - Saison 2, épisode 37 Father's Day for Mr. Wilson de William D. Russell
- 1962-1963 : Le Virginien (The Virginian)
  - Saison 1, épisode 12 Days to Moose Jaw (1962) et épisode 25 A Distant Fury (1963) de John English
- 1962-1965 : Suspicion (The Alfred Hitchcock Hour)
  - Saison 1, épisode 4 I saw the Whole Thing (1962) d'Alfred Hitchcock et épisode 20 The Paragon (1963) de Jack Smight
  - Saison 3, épisode 16 One of the Family (1965) de Joseph Pevney
- 1962-1965 : Sur le pont, la marine ! (McHale's Navy)
  - Saison 1, épisode 7 Who do the Voodoo (1962)
  - Saison 2, épisode 30 The Rage of Taratupa (1964) de Sidney Lanfield
  - Saison 4, épisode 15 The Return of Giuseppe (1965)
- 1962-1966 : Adèle (Hazel) — épisodes qui suivent tous réalisés par William D. Russell —
  - Saison 2, épisode 8 Mr. B on the Bench (1962)
  - Saison 3, épisode 7 Hazel scores a Touchdown (1963)
  - Saison 4, épisode 11 A Lesson in Diplomacy (1964)  et épisode 20 Bonnie Boy (1965)
  - Saison 5, épisode 29 A Question of Ethics (1965)
- 1963 : Le Jeune Docteur Kildare (Dr. Kildare)
  - Saison 3, épisode 11 The Backslider de John Newland
- 1964 : Lassie
  - Saison 10, épisode 16 A Challenge for Lassie
- 1964 : La Quatrième Dimension (The Twilight Zone)
  - Saison 5, épisode 25 Les Masques (The Masks) d'Ida Lupino
- 1965 : Les Arpents verts (Green Acres)
  - Saison 1, épisode 1 L'Achat de la ferme (Olivers buys a Farm)
- 1965 : Max la Menace (Get Smart)
  - Saison 1, épisode 7 Du grabuge à l'ambassade (Washington 4, Indians 3) de Richard Donner
- 1965-1966 : Les Monstres (The Munsters)
  - Saison 2, épisode 9 Trou de mémoire chez les Monstres (John Doe Munster, 1965) d'Earl Bellamy et épisode 32 Une visite mal venue (A Visit from the Teacher, 1966) d'Ezra Stone
- 1965-1968 : Gunsmoke ou Police des plaines (Gunsmoke ou Marshal Dillon)
  - Saison 11, épisode 12 The Hostage (1965) de Vincent McEveety
  - Saison 13, épisode 16 The Victim (1968) de Vincent McEveety
- 1969 : Daniel Boone
  - Saison 5, épisode 14 A Tall Tale of Prater Beasley de George Marshall
- 1969 : La Nouvelle Équipe (The Mod Squad)
  - Saison 1, épisode 24 Captain Greer, call Surgery d'Earl Bellamy
- 1969 : L'Homme de fer (Ironside)
  - Saison 3, épisode 9 The Machismo Bag de Don Weis